# هنري ولز (موسيقي)
هنري ولز (بالإنجليزية: Henry Wells)‏ هو موسيقي ومغني أمريكي، ولد في 1906 في دالاس في الولايات المتحدة، وتوفي في القرن العشرين في نيويورك في الولايات المتحدة.

## وصلات خارجية
- هنري ولز على موقع ميوزك برينز (الإنجليزية)
- هنري ولز على موقع أول ميوزيك (الإنجليزية)
- هنري ولز على موقع ديسكوغز (الإنجليزية)